# دوري كرة القدم السلوفيني الدرجة الثالثة 2002–03
دوري كرة القدم السلوفيني الدرجة الثالثة 2002–03 هو موسم من دوري كرة القدم السلوفيني الدرجة الثالثة ‏. فاز فيه NK Svoboda Ljubljana ‏.